# K-1 PREMIUM 2003 Dynamite!!
K-1 PREMIUM 2003 Dynamite!!（ケイワン プレミアム にせんさん ダイナマイト）は、日本の格闘技イベント「K-1 PREMIUM Dynamite!!」の大会の一つ。2003年12月31日、愛知県の名古屋市にあるナゴヤドームで開催された。

## 大会概要
大晦日に格闘技のオールスターが集う年越しの格闘技イベントとして開催され、TBS・JNN系列で放送されていたINOKI BOM-BA-YEの流れを引き継ぐイベントである。
2001年から2002年まで石井和義館長が率いる立ち技格闘技イベントのK-1と総合格闘技イベントのPRIDEを主催するドリームステージエンターテインメント（以下DSE）は、アントニオ猪木と協力して、Dynamite!やINOKI BOM-BA-YEを共同して開催していた。
しかし、2002年の年末に石井館長が脱税容疑で逮捕された。これによってポスト石井館長をめぐって格闘技の勢力図は一変し、K-1とDSEは対立関係に陥った。これに加えて当時は格闘技ブームで格闘技番組が高視聴率を挙げていた状況も手伝って、テレビ局も入り乱れる形で大晦日の格闘技イベントは3つに分裂した。
INOKI BOM-BA-YEはTBSの放送から日本テレビの放送に移籍し、DSEはフジテレビで放送されるPRIDE男祭りを運営することになる。
TBSがついたK-1陣営のFEGが新たに制作することになったのが、TBSで放送されるK-1 PREMIUM Dynamite!!であった。石井館長は当時親方だった元横綱の曙太郎を口説き落として格闘家に転向させて、当時大人気だったボブ・サップとの対戦を実現し、大晦日大会の実現にこぎつけた。また、名古屋が開催地となったのも急遽開催が決定したための苦肉の策であった。この曙の格闘家転向とサップ戦は大きな話題となり、TBS、フジテレビ、日本テレビの民放テレビ局の3局が三つ巴で格闘技を放送したことで大晦日の格闘技戦争として注目された。
テレビ放送の結果ではTBSのK-1 PREMIUM 2003 Dynamite!!が平均視聴率19.5%を獲得し、フジテレビのPRIDE SPECIAL 男祭り 2003の12.2%、日本テレビのINOKI BOM-BA-YE 2003の5.1%を圧倒して民放1位の高視聴率を獲得した。特にサップ vs. 曙戦の試合を行った23時00分から23時03分の瞬間視聴率は最高で43.0％を記録し、NHKの「第54回NHK紅白歌合戦」の視聴率を超える快挙を見せた。

## 試合結果
オープニングファイト K-1 MMAルール 5分3R
○  クリストフ・ミドゥ・"ザ・フェニックス" vs.  トム・ハワード ×
1R 4:21 チョークスリーパー
第1試合 K-1 MMAルール 5分2R
○  須藤元気 vs.  バタービーン ×
2R 0:41 ヒールホールド
第2試合 K-1 MMAルール 5分3R
○  成瀬昌由 vs.  ヤン・"ザ・ジャイアント"・ノルキヤ ×
1R 4:40 チョークスリーパー
第3試合 K-1 MMAルール 5分3R
○  ザ・プレデター vs.  マウリシオ・ダ・シルバ ×
1R 0:13 TKO（タオル投入：スタンドパンチ連打）
第4試合 K-1ルール 3分3R
○  藤本祐介 vs.  フランソワ・"ザ・ホワイトバッファロー"・ボタ ×
3R終了 判定3-0（30-28、30-28、30-27）
第5試合 K-1ルール 3分3R
○  フランシスコ・フィリォ vs.  TOA ×
3R終了 判定2-1（30-27、30-29、29-30）
第6試合 K-1ルール 3分3R
○  アーネスト・ホースト vs.  モンターニャ・シウバ ×
3R終了 判定3-0（30-28、30-27、30-27）
第7試合 K-1 MMAルール 5分3R
○  中尾芳広 vs.  ダビド・ハハレイシビリ ×
2R 1:13 ギブアップ（パウンド）
第8試合 K-1 MMAルール 5分3R
－  アレクセイ・イグナショフ vs.  中邑真輔 －
ノーコンテスト
※当初の試合結果は「3R 1:19 レフェリーストップ（膝蹴り）にてイグナショフ勝利」とされたが、中邑側の抗議によって「主催者預かり」とされ、その後「ノーコンテスト」と変更された。
第9試合 K-1ルール 3分3R
○  ボブ・サップ vs.  曙 ×
1R 2:58 KO（右フック）